# Acacia lasiocarpa
Acacia lasiocarpa és una espècie de planta arbustiva que pertany a la subfamília Mimosaceae dins de la família de les lleguminoses.

## Descripció

### Port
És una espècie molt variable que pot presentar des d'un port dens, fins a un port de tipus arbust baix d'uns 15 cm (en llocs exposats) a 1 m d'alçada en zones de rases protegides.

### Fulles
Les fulles són bipinnades, comprenen entre 2-6 fullets amb els marges enrotllats altament distintives (un distintiu característic dels moisès espinoses estretament relacionats, Acacia pulchella). Les tiges són peludes i cada fulla té dues espines prominents.

### Flors i fruit
És una acàcia amb inflorescències globuloses. Els seus glomèruls fan 12 mm de diàmetre amb les flors grogues i molt perfumades. Floreix de febrer a març. La beina de la llavor és de fins a 10 cm de llarg amb marges engruixits. Cada beina produeix 10 o més llavors de color negre amb un aril distintiu (cos d'aliment) que es va pensar que els és útil per atreure agents de dispersió de les llavors. Els fruits són llegums cilíndrics d'uns 7 cm de llargada. Les llavors són brunes d'uns 7 mm de llarg.